# Betty Trompetter
Betsij Henriette (Betty) van der Harst-Trompetter, alias 'Tineke' of 'Gon van der Laan' (Hoogeveen, 27 februari 1917 - Voorburg, 23 april 2003) was een Joods verzetsstrijder in Nederland tijdens de Tweede Wereldoorlog.
Haar ouders (Roselina van Wijnbergen en David Joël Trompetter) en beide broers (Joël en Bram) werden in de nacht van 2 op 3 oktober 1942 in Hoogeveen gearresteerd en na een verblijf in Westerbork op transport gezet naar Auschwitz. Haar ouders werden op 5 november 1942 kort na aankomst in Auschwitz vergast, Joël overleed op 17 maart 1944 in Auschwitz na zestien maanden dwangarbeid, Bram kwam om op 21 januari 1945, bij de dodenmars van Blechhammer naar Groß-Rosen. Haar zus Henny, die in de oorlog getrouwd was en in Amsterdam bij haar schoonouders woonde, werd daar gearresteerd en via Westerbork op transport gezet naar Theresienstadt. Na een tocht door diverse concentratiekampen werd ze uiteindelijk in Kratzau (een subkamp van Groß-Rosen) bevrijd. Na de oorlog emigreerde ze naar de Verenigde Staten.
Toen haar familie gearresteerd werd, woonde Betty Trompetter in de Viottastraat te Amsterdam. Door onder te duiken wist ze aan de razzia's te ontkomen. Op 28 november 1942 dook ze onder in pension 'De Roo' in Ugchelen, waar ze haar toekomstige echtgenoot Albert Henry van der Harst leerde kennen. Op 4 maart 1943 vertrokken ze, begeleid door Johannes Post naar een onderduikadres in Rijnsburg. Op verzoek van Johannes besloot ze later koerierster voor het verzet te worden. Als zodanig reisde zij met een eersteklas-treinabonnement door het hele land, wisselde informatie uit en bezorgde bonkaarten, valse identiteitsbewijzen en wapens.
In de onderduik maakte Betty gebruik van een persoonsbewijs van Christina Cornelia de Hoog, waaraan ze binnen het verzet de roepnaam "Tineke" heeft overgehouden. In Rijnsburg kreeg ze een persoonsbewijs van Hillegonda Alida Annetta van der Laan, roepnaam "Gon". In het boek "Johannes Post" van Anne de Vries wordt ze Tineke van der Laan genoemd.
Ze heeft meegewerkt aan de overval op het Huis van Bewaring Weteringschans. Deze overval is verraden. Ze is in de Amsterdamse Kinkerstraat opgepakt en gevangengezet in het Huis van Bewaring aan de Havenstraat (bij de Amstelveenseweg). Eind juli 1944 is ze naar Kamp Vught gebracht, vanwaar ze op 6 september 1944 naar Ravensbrück werd vervoerd. In Ravensbrück werkte ze onder andere als stratenmaker. Na ongeveer een maand werd ze naar het Agfacommando, een van de buitencommando's van Dachau vervoerd, waar ze op 15 oktober 1944 aankwam. Met haar medegevangenen liep ze dagelijks naar de Agfa-Kamerawerke-fabriek nabij München. Hier moest ze van 's ochtends vroeg tot 's avonds laat zelfontspanners voor afweergeschut inregelen.
Na de bevrijding, die voor haar kwam op 30 april 1945, werd zij met enkele lotgenoten twee weken opgevangen in Parijs, waar zij als helden werden onthaald. Bij aankomst in Nederland was niets geregeld; ze reisde met de trein naar Den Haag en liep naar het adres van Albert van der Harst. Met hem trouwde ze op 12 oktober 1945. Ze was vanaf 1950 werkzaam bij de Stichting 1940-1945, en ze kreeg de erepenning van deze stichting. Van 1991 tot 2000 was ze bestuurslid van de Stichting Vrouwen Comité Dachau. Op 16 juli 1992 , precies 48 jaar nadat Johannes Post was gefusilleerd, onthulde ze bij de Johannes Post-kazerne in Havelte een borstbeeld van hem. Tussen 1993 en 1995 heeft ze met zijn biograaf Geert Hovingh haar herinneringen aan Post gedeeld.
Enkele jaren na de pensionering van haar man verhuisde Betty met hem naar een serviceflat in Rijswijk. Betty van der Harst-Trompetter overleed, 86 jaar oud, aan een spierziekte in een ziekenhuis in Voorburg.

## Wetenswaardigheden
- In Coevorden leeft haar naam voort in de Betsy Trompetterstraat.
- In de sterk geromantiseerde biografie van Johannes Post die Anne de Vries in 1948 schreef, heet ze ‘Tineke van der Laan’.
- Betty Trompetter heeft de kampen overleefd, mede doordat haar Joodse identiteit niet bekend is geworden.